# Pleurata vernalis
Pleurata vernalis är en hjuldjursart som först beskrevs av Wulfert 1935.  Pleurata vernalis ingår i släktet Pleurata och familjen Notommatidae. Inga underarter finns listade i Catalogue of Life.